# Distrito de Estique
El distrito de Estique es uno de los ocho que conforman la provincia de Tarata, ubicada en el departamento de Tacna en el Sur del Perú.
Desde el punto de vista jerárquico de la Iglesia católica forma parte de la diócesis de Tacna y Moquegua la cual, a su vez, pertenece a la arquidiócesis de Arequipa.

## Historia
El distrito fue creado mediante Decreto s/n del 2 de enero de 1857.

## División administrativa
Cuenta con los centros poblados de:
- Talabaya
- Palquilla
- Barroso

## Demografía
Cuenta con una población de 551 habitantes (276 hombres y 275 mujeres).

## Autoridades

### Municipales
- 2015-2018
  - Alcalde: Edgar García Espinoza, de Acción Popular.
  - Regidores:

  1. Terecita Dionicia Tenorio Ayca (Acción Popular)
  2. Primoy Maximiliano Espinoza Mamani (Acción Popular)
  3. Félix Fortunato Castro Franco (Acción Popular)
  4. Gilber Ángel Choque Chipana (Acción Popular)
  5. Arnold Ángel Osnayo Lanchipa (Alianza para el Progreso)

## Festividades
- Carnavales
- Cruz de Mayo
- Fiesta Patronal Virgen de la Asunta